# Nikita Chernov
Nikita Aleksándrovich Chernov (Volzhski, 14 de enero de 1996), más conocido como Nikita Chernov, es un futbolista ruso que juega como defensa en el P. F. C. Krylia Sovetov Samara.

## Trayectoria
Debutó como profesional el 24 de septiembre de 2014, a pesar de ser su primer encuentro fue titular contra FC Khimik Dzerzhinsk en la segunda ronda de la Copa de Rusia, jugó el partido completo y ganaron 2 a 1. En la tercera ronda, también jugó los 90 minutos, fue contra Torpedo Moscú y ganaron 2 a 0.
En cuanto a la liga doméstica, Nikita estuvo en el banco de suplente en 24 oportunidad y no ingresó. CSKA finalizó la Liga Premier 2014-15 en segundo lugar.
Para el comienzo de la temporada 2015/16, no fue considerado por el entrenador ni como suplente en la Liga. Su tercer partido con el primer equipo del CSKA fue el 23 de septiembre de 2015, un año después de su debut, jugó contra Baikal en la quinta ronda de la Copa de Rusia, empataron 1 a 1, fueron a prórroga y ganaron 2 a 1, Nikita disputó los 120 minutos.

## Selección nacional

### Juveniles
Ha sido internacional con la selección de Rusia en las categorías juveniles sub-15, sub-16, sub-17, sub-18, sub-19 y sub-21.
Participó de las etapas de clasificación al Campeonato de Europa Sub-17 de la UEFA 2013, jugó 5 partidos, anotó 2 goles, clasificaron al torneo pero no pudo ser parte debido a una enfermedad. Rusia salió campeón y clasificaron a la Copa Mundial.
Nikita, ya recuperado, fue convocado por Dmitri Khomukha para jugar la Copa Mundial Sub-17 de 2013, en Emiratos Árabes Unidos. Rusia quedó emparejado en el grupo D con Japón, Túnez y Venezuela.
Debutó a nivel mundial el 18 de octubre de 2013, jugó como titular contra Japón pero perdieron 1 a 0. Su segundo encuentro, también de titular, fue el 21 de octubre contra Túnez, fue un partido parejo y cayeron por 1 gol a 0. El último partido de la fase de grupos, fue contra Venezuela, Rusia aprovechó su última oportunidad, ganaron 4 a 0 y clasificaron a la siguiente etapa como el último mejor tercero.
En octavos de final, se enfrentaron a Brasil, uno de los favoritos, el partido se mantuvo sin goles hasta el minuto 72, cuando Mosquito abrió el marcador para los sudamericanos, finalmente perdieron 3 a 1 y quedaron eliminados.
Para la temporada 2014/15 fue citado por la sub-19 rusa. Disputó las fases de clasificación al Campeonato de Europa Sub-19 de la UEFA, jugó 5 partidos, anotó un gol y clasificaron.
Fue confirmado para jugar el Campeonato de Europa Sub-19 de la UEFA 2015 en Grecia. Rusia quedó emparejada en el grupo B, junto a España, Países Bajos y Alemania.
Debutó el 7 de julio de 2015 contra Países Bajos pero perdieron 1 a 0. El segundo encuentro fue el 10 de julio contra España, esta vez ganaron 3 a 1. El último partido del grupo se jugó el 13 de julio, fue contra Alemania y empataron 2 a 2. Las 4 selecciones quedaron con 4 puntos pero clasificó Rusia y España por diferencia de goles.
La semifinal se jugó el 16 de julio, se enfrentaron Grecia, el anfitrión, Nikita dejó su posición natural y anotó un doblete, finalmente ganaron 4  a 0. El encuentro final se disputó el 19 de julio, nuevamente su rival fue España pero esta vez perdieron 2 a 0.
Fue convocado por Dmitri Khomukha para jugar con la selección sub-21 dos partidos de clasificación a la Eurocopa Sub-21 de 2017. Debutó en la competición oficial el 4 de septiembre de 2015 jugó los 90 minutos contra Finlandia pero perdieron 2 a 0.

#### Participaciones en categorías inferiores
| Competición                                                                | Sede              | Resultado        | Partidos | Goles |
| -------------------------------------------------------------------------- | ----------------- | ---------------- | -------- | ----- |
| Ronda de clasificación para el Campeonato de Europa Sub-17 de la UEFA 2013 | República Checa   | Clasificó        | 3        | 2     |
| Ronda Élite para el Campeonato de Europa Sub-17 de la UEFA 2013            | Inglaterra        | Clasificó        | 2        | 0     |
| Copa Mundial Sub-17 de 2013                                                | EAU               | Octavos de final | 4        | 0     |
| Ronda de clasificación para el Campeonato de Europa Sub-19 de la UEFA 2015 | Irlanda del Norte | Clasificó        | 3        | 1     |
| Ronda Élite para el Campeonato de Europa Sub-19 de la UEFA 2015            | Suecia            | Clasificó        | 2        | 0     |
| Campeonato de Europa Sub-19 de la UEFA 2015                                | Grecia            | Subcampeón       | 5        | 2     |
| Clasificación para la Eurocopa Sub-21 de 2017                              | Europa            | En disputa       | 5        | 0     |

### Absoluta
Fue convocado por primera vez a la selección nacional de Rusia para una fecha FIFA de junio, por el técnico Fabio Capello.
Debutó con la absoluta el 7 de junio de 2015, fue en un partido amistoso contra Bielorrusia, utilizó el dorsal número 24, fue titular, jugó 78 minutos y ganaron 4 a 2. El 14 de junio el técnico lo puso en el banco de suplentes en un partido clasificatorio a la Eurocopa 2016 contra Austria, a los 12 minutos su compañero Vasili Berezutski se lesionó y Capello lo hizo debutar en la competición oficial, finalmente perdieron 1 a 0.

#### Participaciones en absoluta
| Competición                         | Sede   | Resultado | Partidos | Goles |
| ----------------------------------- | ------ | --------- | -------- | ----- |
| Clasificación para la Eurocopa 2016 | Europa | Clasificó | 1        | 0     |

## Estadísticas

### Clubes
Actualizado al 24 de mayo de 2025.
| P. F. C. CSKA Moscú · Rusia                              | 1.ª           | 2014-15       | 0   | 0 | 2  | 0 | 0 | 0 | 2   | 0 |
| P. F. C. CSKA Moscú · Rusia                              | 1.ª           | 2015-16       | 0   | 0 | 1  | 0 | 0 | 0 | 1   | 0 |
| F. C. Yenisey Krasnoyarsk · Rusia                        | 2.ª           | 2016-17       | 30  | 0 | 3  | 1 | — | — | 33  | 1 |
| F. C. Yenisey Krasnoyarsk · Rusia                        | Total club    | Total club    | 30  | 0 | 3  | 1 | 0 | 0 | 33  | 1 |
| P. F. C. CSKA Moscú · Rusia                              | 1.ª           | 2017-18       | 0   | 0 | —  | — | — | — | 0   | 0 |
| F. C. Ural Ekaterimburgo · Rusia                         | 1.ª           | 2017-18       | 13  | 0 | 1  | 0 | — | — | 14  | 0 |
| F. C. Ural Ekaterimburgo · Rusia                         | Total club    | Total club    | 13  | 0 | 1  | 0 | 0 | 0 | 14  | 0 |
| P. F. C. CSKA Moscú · Rusia                              | 1.ª           | 2018-19       | 11  | 0 | 1  | 0 | 5 | 0 | 17  | 0 |
| P. F. C. CSKA Moscú · Rusia                              | 1.ª           | 2019-20       | 0   | 0 | —  | — | — | — | 0   | 0 |
| P. F. C. CSKA Moscú · Rusia                              | Total club    | Total club    | 11  | 0 | 4  | 0 | 5 | 0 | 20  | 0 |
| P. F. C. Krylia Sovetov · Rusia                          | 1.ª           | 2019-20       | 23  | 1 | 0  | 0 | — | — | 23  | 1 |
| P. F. C. Krylia Sovetov · Rusia                          | 2.ª           | 2020-21       | 30  | 2 | 7  | 1 | — | — | 37  | 3 |
| P. F. C. Krylia Sovetov · Rusia                          | 1.ª           | 2021-22       | 14  | 1 | 2  | 0 | — | — | 16  | 1 |
| F. C. Spartak de Moscú · Rusia                           | 1.ª           | 2021-22       | 4   | 0 | 3  | 0 | 0 | 0 | 7   | 0 |
| F. C. Spartak de Moscú · Rusia                           | 1.ª           | 2022-23       | 24  | 0 | 9  | 1 | — | — | 33  | 1 |
| F. C. Spartak de Moscú · Rusia                           | 1.ª           | 2023-24       | 17  | 0 | 12 | 0 | — | — | 29  | 0 |
| F. C. Spartak de Moscú · Rusia                           | 1.ª           | 2024-25       | 8   | 0 | 3  | 0 | — | — | 11  | 0 |
| F. C. Spartak de Moscú · Rusia                           | Total club    | Total club    | 53  | 0 | 27 | 1 | 0 | 0 | 80  | 1 |
| P. F. C. Krylia Sovetov · Rusia                          | 1.ª           | 2025-26       | 0   | 0 | 0  | 0 | — | — | 0   | 0 |
| P. F. C. Krylia Sovetov · Rusia                          | Total club    | Total club    | 67  | 4 | 9  | 1 | 0 | 0 | 76  | 5 |
| Total carrera                                            | Total carrera | Total carrera | 174 | 4 | 44 | 3 | 5 | 0 | 223 | 7 |
| (1) Incluye datos de la promoción de ascenso y descenso. |               |               |     |   |    |   |   |   |     |   |

## Palmarés

### Títulos nacionales
| Título             | Club                   | País  | Año  |
| ------------------ | ---------------------- | ----- | ---- |
| Supercopa de Rusia | P. F. C. CSKA Moscú    | Rusia | 2014 |
| Supercopa de Rusia | P. F. C. CSKA Moscú    | Rusia | 2018 |
| Copa de Rusia      | F. C. Spartak de Moscú | Rusia | 2022 |